# Chondrodysplasie
Die Chondrodysplasie ist eine Gruppe von seltenen angeborenen Skelettdysplasien mit hauptsächlicher Beteiligung des Knorpelgewebes (von altgriechisch χόνδρος chondros, deutsch ‚Knorpel‘).
Häufig wird der Begriff „Chondrodysplasie“ synonym für Achondroplasie, eine vergleichsweise häufige angeborene Skelettdysplasie, verwendet.
Jedoch finden sich unter diesem Stichwort weitere Erkrankungen:
- die Akromesomele Dysplasie Typ Grebe, (Synonym: Chondrodysplasie Typ Grebe)
- die Atelosteogenesis Typ I, (Synonym: Riesenzellchondrodysplasie)
- die Chondrodysplasia punctata-Gruppe
- die FGFR3-abhängige Chondrodysplasie-Gruppe
  - Achondroplasie
  - SADDAN-Dysplasie, (Synonym: Achondroplasie, schwere – Entwicklungsverzögerung – Acanthosis nigricans)
  - Hypochondroplasie
  - CATSHL-Syndrom, (Synonym: Kamptodaktylie – Hochwuchs – Skoliose – Hörverlust)
  - Thanatophore Dysplasie
- die Letale Chondrodysplasie-Gruppe[1] bestehend aus
  - Letale Chondrodysplasie Typ Moerman, (Synonym: Moerman-Vandenberghe-Fryns-Syndrom)[2]
  - Letale Chondrodysplasie Typ Seller[3]
  - Letale Chondrodysplasie Typ Holmgren, (Synonym: Autosomal-rezessive letale Chondrodysplasie mit abgerundeten femoralen inferioren Epiphysen)[4]
  - Letale Chondrodysplasie, rezessive Form, (Synonym: Maroteaux-Stanescu-Cousin-Syndrom)[5]
  - Letale Chondrodysplasie Typ Blomstrand, (Synonym: Blomstrand letale Chondrodysplasie)[6]
- die Metaphysäre Dysplasie-Gruppe
- die Schneckenbecken-Dysplasie, (Synonym: Chondrodysplasie mit schneckenähnlichem Becken)
- die X-Chromosomal-dominante Chondrodysplasie Typ Chassaing-Lacombe[7]
- die Parastremmatische Dysplasie

## Im Rahmen von Syndromen
- Nivelon-Nivelon-Mabille Syndrom, (Synonym: Chondrodysplasie-Pseudohermaphrodismus-Syndrom; Chondrodysplasie – Störung der Geschlechtsentwicklung (DSD))[8]
- Cantu-Syndrom, (Synonym: Hypertrichose mit Osteochondrodysplasie vom Typ Cantu)[9]
- Weissenbacher-Zweymüller-Phänotyp, (Synonym: Pierre Robin-Sequenz – fetale Chondrodysplasie)[10]
- Larsen-Syndrom, autosomal-rezessives, (Synonym: Chondrodysplasie mit kongenitalen Gelenksdislokationen Typ CHST3)[11]
- gPAPP-Mangel, (Synonym:  Chondrodysplasie mit Gelenkkontrakturen, gPAPP-Typ)[12]
- Chondrodysplasie, metaphysäre - Retinitis pigmentosa[13]
- Odonto-Chondrodysplasie, Synonyme: Goldblatt-Chondrodysplasie; Chondrodysplasie – Dentinogenesis imperfecta – Gelenkschlaffheit[14]
- Leukoenzephalopathie - metaphysäre Chondrodysplasie[15]
- Spondyloenchondrodysplasie (Synonyme: Roifman-Melamed-Syndrom, veraltete Bezeichnung Spondyloenchondrodysplasie mit Immundefekt)[16][17]

Gleichfalls mit letalem Verlauf die Fibrochondrogenesie